# Harry Eccleston
Harry Norman Eccleston souvent nommé Harry Eccleston, OBE (21 janvier 1923—30 avril 2010) est un artiste anglais de Coseley dans le West Midlands. Il est d'abord graveur puis devient designer de billets de banque à la Banque d'Angleterre.

## Vie artistique
D'abord formé à la Bilston School of Art, il est, en 1939, au  Birmingham College of Art. Durant la Seconde Guerre mondiale, de 1942 à 1946, il est officier dans la Royal Navy. Il revient à Birmingham, obtient un diplôme d'enseignant d'art et continue ses études pendant quatre ans au Royal College of Art, à l'école de gravure, où il travaille sous la direction de Robert Austin qui donne une appréciation flatteuse de son travail d'étudiant doué et le recommandera plus tard pour un travail à la Banque.
Bien qu'ayant une bourse de recherche par le Royal College of Art pour travailler auprès de Robert Austin (en), l'artiste a besoin d'un revenu plus élevé pour satisfaire les responsabilités familiales, marié à Betty avec laquelle il a deux filles. À partir de 1952, Eccleston enseigne l'illustration et la gravure au South East Essex Technical College.
Bien qu'ayant résidé à Londres, vécu dans l'Essex pour le reste de sa vie, le Black Country reste sa principale inspiration artistique. Il continue tout au long de sa vie à produire peintures et eaux-fortes du paysage industriel. De nombreux dessins et d'études de la population ainsi que des usines sidérurgiques illustrent sa fascination pour cette contrée. En 2005, le Musée de la ville de Birmingham et la Galerie d'art ont tenu une rétrospective avec les dessins, les peintures et les gravures inspirées par la vie et le travail de la région.
Perfectionniste son dessin est précis et rigoureux, faisant de lui « l' un des meilleurs graveurs du moment ». 

## Designer
Il rejoint la Banque d'Angleterre en 1958 comme premier artiste-designer permanent et conçoit la série « D » des billets de banque en Livre Sterling. Il est responsable de toute la série et apporte une grande expertise technique à la tâche pour aboutir à un design industriel et artistique afin de vaincre les imitations. 
Des personnages illustres sont représentés sur ces billets comme la reine Elizabeth II, Isaac Newton (£1), le duc de Wellington (£5), Florence Nightingale (£10), William Shakespeare (£20) et Christopher Wren (£50). Les billets sont émis en 1970 et restent en vigueur jusqu'en 1981. Il prend sa retraite de la Banque d'Angleterre en 1983.

## Hommages
- Officier (Officer) (OBE) de l'ordre de l'Empire britannique en 1979[2],
- Docteur honorifique par l'université de Wolverhampton pour la conception et la gravure de billets de banque[2],
- Membre honoraire de la Société Royale des artistes de Birmingham,
- Directeur de la Royal Society of Painter-Printmakers (1975–1989).

## Œuvres
Des exemples du travail de Harry Eccleston se trouvent dans plusieurs collections publiques, y compris le musée du Black Country et le musée et galerie d'Art de Birmingham.